# Steven Hallworth
Steven Hallworth (ur. 1 grudnia 1995 w Skellingthorpe) – angielski snookerzysta. Zakwalifikował się do profesjonalnego touru w 2014 i ponownie w 2020.

## Kariera

### Młodość i pierwsze aspiracje zawodowe
Steven Hallworth zaczął grać mając pięć lat i osiągnął pewne sukcesy już jako nastolatek. Między innymi dotarł do finału turnieju juniorów sponsorowanego przez Ronniego O'Sullivana (Riley's Future Stars) i wygrał mecz z Markiem Selbym jako mistrz regionu U-17.
Pierwszy raz zbliżył się do zawodowego snookera biorąc udział w turnieju Players Tour Championship, który był otwarty dla amatorów. Jednak podczas pierwszego turnieju sezonu 2011/12 w Sheffield odpadł bez wygrania ani jednej partii. W następnym roku wygrał pierwszy mecz kwalifikacyjny w dwóch turniejach. Następnie w maju 2013 r. podjął próbę zakwalifikowania się do turnieju zawodowego poprzez Q School, ale nie udało mu się zajść daleko.
Podczas turnieju Paul Hunter Classic w 2013 roku po raz pierwszy zakwalifikował się do głównego wydarzenia, a także znalazł się wśród 128 najlepszych zawodników turnieju Antwerp Open w 2013 roku. Podczas rozgrywanego w tym samym czasie Pucharu Amatorów zakwalifikował się także do play-offów EBSA Qualifying Tour. Dzięki zwycięstwom nad Martinem Ballem i Mitchellem Travisem zapewnił sobie miejsce w głównym tourze zawodowym na kolejne dwa sezony.
W sezonie 2014/15 musiał rozegrać swój pierwszy mecz zawodowy przeciwko trzeciemu graczowi świata, Neilowi Robertsonowi, ale w swoim drugim meczu przeciwko Zakowi Surety'emu w eliminacjach do Australian Goldfields Open mógł świętować swoje pierwsze zwycięstwo nad profesjonalnym graczem. Później odniósł jeszcze dwa zwycięstwa w Shanghai Masters, ale nie wystarczyło to do zakwalifikowania się do głównego turnieju. Potem wygrał już tylko jeden mecz PTC w tym sezonie.
W drugim roku po raz pierwszy zakwalifikował się do głównego turnieju German Masters. Jednak w Berlinie musiał zmierzyć się w 1/16 finału z numerem jeden na świecie, Markiem Selbym, i nie miał żadnych szans. Ponieważ w trakcie sezonu odniósł tylko dwa zwycięstwa w mniejszych turniejach, nigdy nie awansował wyżej niż na 91. miejsce w światowym rankingu i po raz kolejny stracił status zawodowca.

### Lata amatorskie i druga próba jako profesjonalista
Hallworth podjął próbę natychmiastowej rekwalifikacji poprzez Q School i dotarł do finału swojej grupy w drugim turnieju, przegrywając z Craigiem Steadmanem. Pozwolono mu wziąć udział w sezonie 2016/17 w roli rezerwowego w eliminacjach, w których były wolne miejsca. Podczas Indian Open 2016 wykorzystał swoją szansę i po wygraniu kwalifikacji po raz drugi awansował do turnieju głównego, tym razem jako amator, w którym przegrał nieznacznie 3-4 z numerem dwa na świecie , Stuartem Binghamem. Podczas Snooker Shoot Out, specjalnego formatu, w którym mecze rozgrywane są na czas, po raz pierwszy dotarł do ćwierćfinału głównego turnieju. Ostatecznie dotarł do drugiej rundy głównej turnieju Gibraltar Open i tym samym zakwalifikował się do EBSA Amateur Play Offs, które były turniejem kwalifikacyjnym do głównego touru. Chociaż wygrał swój pierwszy mecz, decydujący przegrał 1-4 z Gerardem Greene'em. Po dwóch zmarnowanych szansach, kolejny sezon okazał się rozczarowujący. Na początku nie udało mu się dostać do Q School, a porażka w inauguracyjnym turnieju Gibraltar Open 2018 kosztowała go udział w Amateur Play Offs.
Challenge Tour został wznowiony w sezonie 2018/19. Po kolejnej przegranej w decydujących rundach w Q School wziął udział w nowej serii turniejów. Jeden półfinał i cztery ćwierćfinały pozwoliły mu awansować na 6. miejsce w rankingu, ale tylko dwaj pierwsi otrzymali zawodowe karty. W tym sezonie ponownie został zaproszony do Shoot Out i tym razem dotarł do 1/8 finału, pokonując m.in. Toma Forda i Gary'ego Wilsona. Potem nastąpił kolejny rozczarowujący rok z wczesnym odpadnięciem z Q School i znacznie gorszymi wynikami w Challenge Tour. Dopiero na Q School 2020 nastąpił powrót do zawodowego snookera po czterech latach gry jako amator. Musiał czekać aż do trzeciego turnieju, aby dostać się do decydującego meczu z Alfiem Burdenem. Zwyciężył 4-2 i zapewnił sobie dwa kolejne lata w World Snooker Tour.
Sezon 2020/21, na który wpłynęła pandemia COVID-19, rozpoczął od dwóch zwycięstw w trzech meczach Championship League. Na turnieju English Open pokonał dwóch czołowych graczy, Martina Goulda i Yana Bingtao, docierając do trzeciej rundy. W WST Pro Series wygrał 4 z 7 meczów grupowych. Ale było też wiele porażek na początku sezonu. Zakończenie sezonu na Mistrzostwach Świata było po raz kolejny udane. Dzięki trzem zwycięstwom awansował do ostatniej rundy kwalifikacyjnej. Jednak wyraźnie przegrał mecz z Garym Wilsonem o miejsce w finale Pucharu Świata w Crucible Theatre z wynikiem 3-10. Jednakże zajmując 69. miejsce w światowym rankingu, miał dobrą pozycję startową na swój drugi rok.
Sezon 2021/22 również nie poszedł źle. Mimo że Hallworth często odpadał na wczesnym etapie, dotarł także do 1/32 finału English Open oraz do 1/8 finału Snooker Shoot Out . Mimo to na koniec sezonu znalazł się na zaledwie 76. miejscu, co oznaczało, że po raz kolejny stracił status zawodowca. Chociaż Anglik próbował ponownie zakwalifikować się bezpośrednio przez Q School i nawet odniósł pewien sukces, to w drugim wydarzeniu przegrał decydujący mecz z Sandersonem Lamem 3-4. Choć nie udało mu się powrócić bezpośrednio do touru, to jako że zajął trzecie miejsce w rankingu Q School Order of Merit, mógł wziąć udział w kilku turniejach w sezonie 2022/23 i dotarł m.in. do 1/8 finału British Open. Nie udało mu się również zakwalifikować do kolejnego sezonu poprzez Q School. Jednak jako rezerwowy awansował do półfinału turnieju Shoot Out.
Na poziomie amatorskim Hallworth brał udział w WPBSA Q Tour i przegrał w półfinałach play-offów w 2023 r. z Florianem Nüßle, a w 2024 r. z Amirem Sarkhoshem. Brał udział także w rozgrywkach English Championship, gdzie w 2024 r. zdobył swój pierwszy tytuł mistrza kraju, pokonując Calluma Downinga 6-4.

## Występy w turniejach w karierze
| Ranking                    |                     | [ i ]               | [ i ]               |                     | 116                 | [ i ]         | [ i ]         | [ i ]         | [ ii ]        | 69            | [ i ]         | [ i ]         | [ i ]         | [ ii ]        |               |               |               |               |               |               |               |               |               |               |               |               |               |               |               |
| Turnieje rankingowe        |                     |                     |                     |                     |                     |               |               |               |               |               |               |               |               |               |               |               |               |               |               |               |               |               |               |               |               |               |               |               |               |
| Championship League        | nierankingowy       | nierankingowy       | nierankingowy       | nierankingowy       | nierankingowy       | nierankingowy | nierankingowy | nierankingowy | RR            | RR            | RR            | A             | RR            | RR            |               |               |               |               |               |               |               |               |               |               |               |               |               |               |               |
| Xi'an Grand Prix           | nie rozegrano       | nie rozegrano       | nie rozegrano       | nie rozegrano       | nie rozegrano       | nie rozegrano | nie rozegrano | nie rozegrano | nie rozegrano | nie rozegrano | nie rozegrano | nie rozegrano | A             |               |               |               |               |               |               |               |               |               |               |               |               |               |               |               |               |
| Saudi Arabia Masters       | nie rozegrano       | nie rozegrano       | nie rozegrano       | nie rozegrano       | nie rozegrano       | nie rozegrano | nie rozegrano | nie rozegrano | nie rozegrano | nie rozegrano | nie rozegrano | nie rozegrano | A             |               |               |               |               |               |               |               |               |               |               |               |               |               |               |               |               |
| English Open               | nie rozegrano       | nie rozegrano       | nie rozegrano       | nie rozegrano       | nie rozegrano       | A             | A             | 2R            | 3R            | 2R            | A             | A             | A             |               |               |               |               |               |               |               |               |               |               |               |               |               |               |               |               |
| British Open               | nie rozegrano       | nie rozegrano       | nie rozegrano       | nie rozegrano       | nie rozegrano       | nie rozegrano | nie rozegrano | nie rozegrano | nie rozegrano | 1R            | 3R            | LQ            | A             | LQ            |               |               |               |               |               |               |               |               |               |               |               |               |               |               |               |
| Wuhan Open                 | nie rozegrano       | nie rozegrano       | nie rozegrano       | nie rozegrano       | nie rozegrano       | nie rozegrano | nie rozegrano | nie rozegrano | nie rozegrano | nie rozegrano | nie rozegrano | A             | A             | LQ            |               |               |               |               |               |               |               |               |               |               |               |               |               |               |               |
| Northern Ireland Open      | nie rozegrano       | nie rozegrano       | nie rozegrano       | nie rozegrano       | nie rozegrano       | 1R            | A             | A             | 1R            | LQ            | LQ            | A             | A             |               |               |               |               |               |               |               |               |               |               |               |               |               |               |               |               |
| International Championship | NH                  | A                   | A                   | LQ                  | LQ                  | LQ            | A             | A             | nie rozegrano | nie rozegrano | nie rozegrano | A             | A             |               |               |               |               |               |               |               |               |               |               |               |               |               |               |               |               |
| UK Championship            | A                   | A                   | A                   | 1R                  | 1R                  | A             | A             | A             | 1R            | 1R            | A             | A             | LQ            |               |               |               |               |               |               |               |               |               |               |               |               |               |               |               |               |
| Shoot Out                  | nierankingowy       | nierankingowy       | nierankingowy       | nierankingowy       | nierankingowy       | QF            | A             | 4R            | 1R            | 4R            | 2R            | SF            | A             |               |               |               |               |               |               |               |               |               |               |               |               |               |               |               |               |
| Scottish Open              | NH                  | MR                  | nie rozegrano       | nie rozegrano       | nie rozegrano       | A             | A             | A             | 2R            | 1R            | A             | A             | A             |               |               |               |               |               |               |               |               |               |               |               |               |               |               |               |               |
| German Masters             | A                   | A                   | A                   | LQ                  | 1R                  | A             | A             | A             | LQ            | LQ            | A             | A             | A             |               |               |               |               |               |               |               |               |               |               |               |               |               |               |               |               |
| Welsh Open                 | A                   | A                   | A                   | 1R                  | 1R                  | A             | A             | A             | 1R            | LQ            | LQ            | A             | A             |               |               |               |               |               |               |               |               |               |               |               |               |               |               |               |               |
| World Open                 | A                   | A                   | A                   | nie rozegrano       | nie rozegrano       | LQ            | A             | A             | nie rozegrano | nie rozegrano | nie rozegrano | LQ            | A             |               |               |               |               |               |               |               |               |               |               |               |               |               |               |               |               |
| World Grand Prix           | nie rozegrano       | nie rozegrano       | nie rozegrano       | NR                  | DNQ                 | DNQ           | DNQ           | DNQ           | DNQ           | DNQ           | DNQ           | DNQ           | DNQ           |               |               |               |               |               |               |               |               |               |               |               |               |               |               |               |               |
| Players Championship       | DNQ                 | DNQ                 | DNQ                 | DNQ                 | DNQ                 | DNQ           | DNQ           | DNQ           | DNQ           | DNQ           | DNQ           | DNQ           | DNQ           |               |               |               |               |               |               |               |               |               |               |               |               |               |               |               |               |
| Tour Championship          | nie rozegrano       | nie rozegrano       | nie rozegrano       | nie rozegrano       | nie rozegrano       | nie rozegrano | nie rozegrano | DNQ           | DNQ           | DNQ           | DNQ           | DNQ           | DNQ           |               |               |               |               |               |               |               |               |               |               |               |               |               |               |               |               |
| World Championship         | A                   | A                   | A                   | LQ                  | LQ                  | A             | A             | A             | LQ            | LQ            | LQ            | A             | LQ            |               |               |               |               |               |               |               |               |               |               |               |               |               |               |               |               |
| Dawne turnieje rankingowe  |                     |                     |                     |                     |                     |               |               |               |               |               |               |               |               |               |               |               |               |               |               |               |               |               |               |               |               |               |               |               |               |
| Wuxi Classic               | A                   | A                   | A                   | LQ                  | nie rozegrano       | nie rozegrano | nie rozegrano | nie rozegrano | nie rozegrano | nie rozegrano | nie rozegrano | nie rozegrano | nie rozegrano | nie rozegrano | nie rozegrano | nie rozegrano | nie rozegrano | nie rozegrano | nie rozegrano | nie rozegrano | nie rozegrano | nie rozegrano | nie rozegrano | nie rozegrano |               |               |               |               |               |
| Australian Goldfields Open | A                   | A                   | A                   | LQ                  | LQ                  | nie rozegrano | nie rozegrano | nie rozegrano | nie rozegrano | nie rozegrano | nie rozegrano | nie rozegrano | nie rozegrano | nie rozegrano | nie rozegrano | nie rozegrano | nie rozegrano | nie rozegrano | nie rozegrano | nie rozegrano | nie rozegrano | nie rozegrano | nie rozegrano | nie rozegrano | nie rozegrano |               |               |               |               |
| Shanghai Masters           | A                   | A                   | A                   | LQ                  | LQ                  | A             | A             | NR            | nie rozegrano | nie rozegrano | nie rozegrano | nierankingowy | nierankingowy |               |               |               |               |               |               |               |               |               |               |               |               |               |               |               |               |
| Riga Masters               | nie rozegrano       | nie rozegrano       | nie rozegrano       | Minor-Rank          | Minor-Rank          | LQ            | A             | A             | nie rozegrano | nie rozegrano | nie rozegrano | nie rozegrano | nie rozegrano | nie rozegrano | nie rozegrano | nie rozegrano | nie rozegrano | nie rozegrano | nie rozegrano | nie rozegrano | nie rozegrano | nie rozegrano | nie rozegrano | nie rozegrano | nie rozegrano | nie rozegrano | nie rozegrano | nie rozegrano |               |
| Paul Hunter Classic        | Minor-Ranking Event | Minor-Ranking Event | Minor-Ranking Event | Minor-Ranking Event | Minor-Ranking Event | 1R            | 1R            | A             | nie rozegrano | nie rozegrano | nie rozegrano | nie rozegrano | nie rozegrano | nie rozegrano | nie rozegrano | nie rozegrano | nie rozegrano | nie rozegrano | nie rozegrano | nie rozegrano | nie rozegrano | nie rozegrano | nie rozegrano | nie rozegrano | nie rozegrano | nie rozegrano | nie rozegrano | nie rozegrano |               |
| Indian Open                | nie rozegrano       | nie rozegrano       | A                   | LQ                  | NH                  | 1R            | A             | LQ            | nie rozegrano | nie rozegrano | nie rozegrano | nie rozegrano | nie rozegrano | nie rozegrano | nie rozegrano | nie rozegrano | nie rozegrano | nie rozegrano | nie rozegrano | nie rozegrano | nie rozegrano | nie rozegrano | nie rozegrano | nie rozegrano | nie rozegrano | nie rozegrano | nie rozegrano | nie rozegrano |               |
| China Open                 | A                   | A                   | A                   | LQ                  | LQ                  | A             | A             | A             | nie rozegrano | nie rozegrano | nie rozegrano | nie rozegrano | nie rozegrano | nie rozegrano | nie rozegrano | nie rozegrano | nie rozegrano | nie rozegrano | nie rozegrano | nie rozegrano | nie rozegrano | nie rozegrano | nie rozegrano | nie rozegrano | nie rozegrano | nie rozegrano | nie rozegrano | nie rozegrano |               |
| WST Pro Series             | nie rozegrano       | nie rozegrano       | nie rozegrano       | nie rozegrano       | nie rozegrano       | nie rozegrano | nie rozegrano | nie rozegrano | RR            | nie rozegrano | nie rozegrano | nie rozegrano | nie rozegrano | nie rozegrano | nie rozegrano | nie rozegrano | nie rozegrano | nie rozegrano | nie rozegrano | nie rozegrano | nie rozegrano | nie rozegrano | nie rozegrano | nie rozegrano | nie rozegrano | nie rozegrano | nie rozegrano | nie rozegrano | nie rozegrano |
| Turkish Masters            | nie rozegrano       | nie rozegrano       | nie rozegrano       | nie rozegrano       | nie rozegrano       | nie rozegrano | nie rozegrano | nie rozegrano | nie rozegrano | LQ            | nie rozegrano | nie rozegrano | nie rozegrano |               |               |               |               |               |               |               |               |               |               |               |               |               |               |               |               |
| Gibraltar Open             | nie rozegrano       | nie rozegrano       | nie rozegrano       | nie rozegrano       | MR                  | 2R            | LQ            | A             | 1R            | 2R            | nie rozegrano | nie rozegrano | nie rozegrano |               |               |               |               |               |               |               |               |               |               |               |               |               |               |               |               |
| WST Classic                | nie rozegrano       | nie rozegrano       | nie rozegrano       | nie rozegrano       | nie rozegrano       | nie rozegrano | nie rozegrano | nie rozegrano | nie rozegrano | nie rozegrano | 2R            | nie rozegrano | nie rozegrano |               |               |               |               |               |               |               |               |               |               |               |               |               |               |               |               |
| European Masters           | nie rozegrano       | nie rozegrano       | nie rozegrano       | nie rozegrano       | nie rozegrano       | LQ            | A             | A             | 1R            | LQ            | 1R            | LQ            | NH            |               |               |               |               |               |               |               |               |               |               |               |               |               |               |               |               |

1. 1 2 3 4 5 6 7 8  Był amatorem.
2. 1 2  Nowi gracze w Tourze nie mają rankingu.

| Legenda tabeli wyników              | Legenda tabeli wyników       | Legenda tabeli wyników                     | Legenda tabeli wyników                                                              | Legenda tabeli wyników                     | Legenda tabeli wyników                     |
| ----------------------------------- | ---------------------------- | ------------------------------------------ | ----------------------------------------------------------------------------------- | ------------------------------------------ | ------------------------------------------ |
| LQ                                  | odpadnięcie w kwalifikacjach | #R                                         | odpadnięcie we wczesnej fazie turnieju (WR = runda dzikich kart, RR = faza grupowa) | QF                                         | przegrana w ćwierćfinale                   |
| SF                                  | przegrana w półfinale        | F                                          | przegrana w finale                                                                  | W                                          | zwycięstwo                                 |
| DNQ                                 | nie zakwalifikował/a się     | A                                          | nie brał/a udziału                                                                  | WD                                         | zrezygnował/a w trakcie turnieju           |
| Legenda oznaczeń w tabelach wyników |                              |                                            |                                                                                     |                                            |                                            |
| NH / Nie roz.                       | NH / Nie roz.                | Turniej nie odbył się.                     | Turniej nie odbył się.                                                              | Turniej nie odbył się.                     | Turniej nie odbył się.                     |
| NR / Nie-rank.                      | NR / Nie-rank.               | Turniej nie był zaliczany jako rankingowy. | Turniej nie był zaliczany jako rankingowy.                                          | Turniej nie był zaliczany jako rankingowy. | Turniej nie był zaliczany jako rankingowy. |
| R / Rank.                           | R / Rank.                    | Turniej był zaliczany jako rankingowy.     | Turniej był zaliczany jako rankingowy.                                              | Turniej był zaliczany jako rankingowy.     | Turniej był zaliczany jako rankingowy.     |
| MR / Minor-Rank.                    | MR / Minor-Rank.             | Turniej był zaliczany jako minor ranking.  | Turniej był zaliczany jako minor ranking.                                           | Turniej był zaliczany jako minor ranking.  | Turniej był zaliczany jako minor ranking.  |

## Finały w karierze

### Finały amatorskie: 6 (5-1)
| Rezultat  |    | Rok  | Turniej                                      | Przeciwnik     | Wynik |
| --------- | -- | ---- | -------------------------------------------- | -------------- | ----- |
| Zwycięzca | 1. | 2017 | English Amateur Tour – Turniej 6 (2016–2017) | Adam Edge      | 4–2   |
| Finalista | 1. | 2017 | English Amateur Tour – Turniej 2 (2017–2018) | Joe O’Connor   | 2–4   |
| Zwycięzca | 2. | 2019 | English Amateur Tour – Turniej 4 (2018–2019) | Zak Surety     | 4–3   |
| Zwycięzca | 3. | 2023 | English Amateur Tour – Turniej 1 (2023–2024) | Ryan Davies    | 4–3   |
| Zwycięzca | 4. | 2023 | English Amateur Tour – Turniej 2 (2023–2024) | Kuldesh Johal  | 4–3   |
| Zwycięzca | 5. | 2024 | Mistrzostwa Anglii Amatorów                  | Callum Downing | 6–4   |